# کنوانسیون مربوط به وضعیت پناهندگان

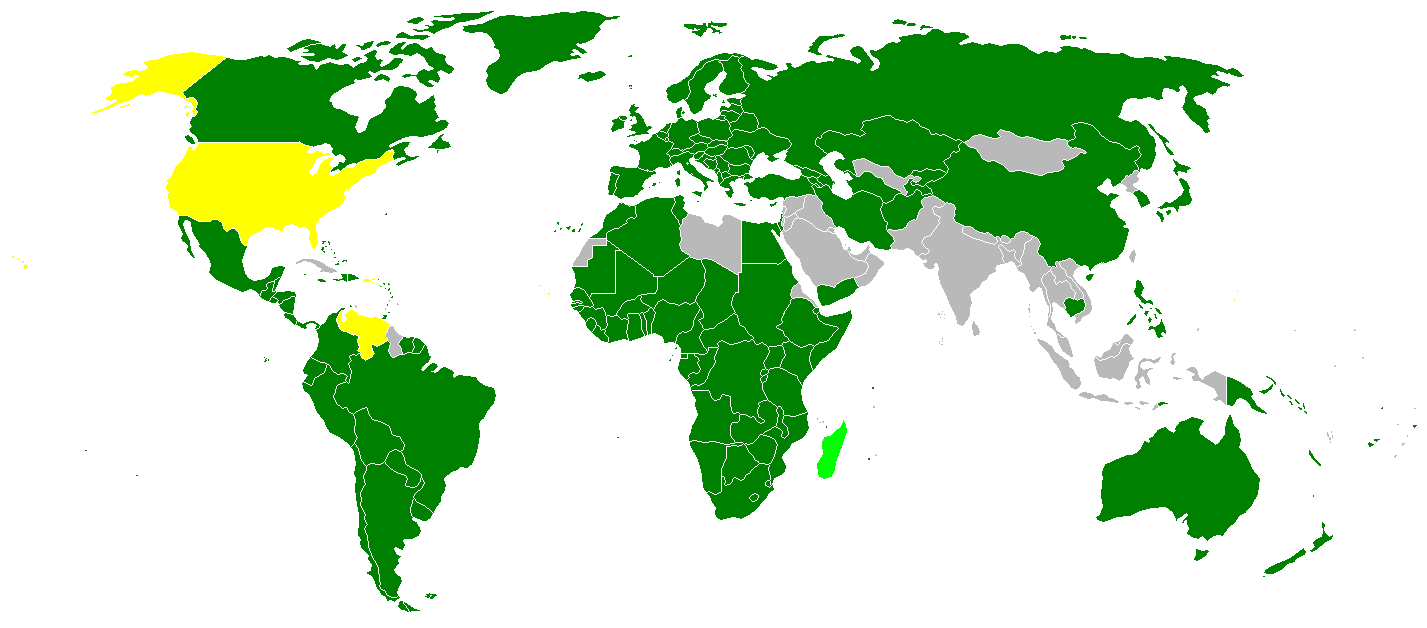
کشورهای عضو کنوانسیون مربوط به وضع پناهندگان:
کشورهای عضو کنوانسیون ۱۹۵۱
کشورهای عضو معاهده ۱۹۶۷
عضو هردو
غیر عضو

کنوانسیون مربوط به وضعیت پناهندگان سازمان ملل متحد، یک کنوانسیون بین‌المللی است که پناهنده را تعریف می‌کند و  حقوق افراد پناهنده و مسئولیت کشورهای عضو نسبت به پناهجویان را مشخص می‌کند. طبق این کنوانسیون تمامی افراد از حق پناهندگی برخوردار نیستند، مثل جنایتکاران جنگی یا افراد نقض‌کننده حقوق بشر از این حق محروم می‌باشند.

## تاریخچه
این کنوانسیون در جلسه ویژه سازمان ملل متحد در تاریخ ۲۸ ژوئیه ۱۹۵۱ به تصویب رسید و در تاریخ ۲۲ آوریل ۱۹۵۴ به اجرا درآمد. این کنوانسیون در ابتدا به پناهندگان اروپایی پس از جنگ جهانی دوم محدود می‌شد، اما بعد از به تصویب رسیدن معاهده ۱۹۶۷ محدودیت‌های جغرافیایی و زمانی آن برداشته شد و محدوده فعالیت‌های کنوانسیون توسعه پیدا کرد، دانمارک اولین کشوری بود که این معاهده را در تاریخ ۴ دسامبر ۱۹۵۲ به تصویب رساند.

## شرایط پناهنده
مطابق این کنوانسیون شخص پناهنده کسی است که در کشور خود یا مبدأ به یکی از دلایل زیر مورد آزار و اذیت جدی قرار گرفته‌است:
1. نژاد (انسان)
2. مذهب
3. ملیت
4. گرایش‌جنسی
5. تعلق به یک گروه اجتماعی معین
6. عقاید سیاسی[۱]